# Saprosites gestroi
Saprosites gestroi är en skalbaggsart som beskrevs av Schmidt 1911. Saprosites gestroi ingår i släktet Saprosites och familjen Aphodiidae. Inga underarter finns listade i Catalogue of Life.